# Xavier Montsalvatge
Ne doit pas être confondu avec Montsalvage.
Xavier Montsalvatge i Bassols est un compositeur et critique musical espagnol né le 11 mars 1912 à Gérone (Catalogne) et mort le 7 mai 2002 à Barcelone. Il compte parmi les plus influents représentants de la musique catalane au cours de la seconde moitié du XXe siècle.

## Biographie
Xavier Montsalvatge étudie le violon et la composition au Conservatoire municipal de musique de Barcelone. Ses principaux professeurs sont Lluís Millet, Enric Morera, Jaume Pahissa, et Eduard Toldrà. Après la guerre civile espagnole, Xavier Montsalvatge commence son activité de critique musical, ayant intégré le journal Destino en 1942, qu’il dirigera ensuite en 1968 et en 1975. Il écrit par ailleurs pour le quotidien La Vanguardia après 1962. Il revient au conservatoire barcelonais pour y enseigner, d’abord comme chargé de cours, en 1970, puis en tant que professeur de composition, en 1978.
Xavier Montsalvatge a été membre du jury du Concours International de Piano de Santander Paloma O’Shea en 1982.

## Œuvres
Le style de Montsalvatge connaît plusieurs étapes distinctes. À ses débuts, il est fortement influencé par le dodécaphonisme et le wagnérisme alors prédominant sur la scène musicale catalane, dont sa Sinfonía mediterránea écrite en 1949, est représentative. Dans la période suivante, c'est vers la musique des Antilles qu’il recherche son inspiration, avec Cinco canciones negras (1945) et Cuarteto indiano (1952). Ses échanges avec les compositeurs français Olivier Messiaen et Georges Auric avec lesquels il est en contact régulier, le conduisent à un changement radical de son style désormais caractérisé par une libre  polytonalité dont témoigne Partida, (1958). La dernière période est marquée par les influences de l’avant-garde.
Xavier Montsalvatge explore quasiment toutes les formes musicales à travers son œuvre, s’essayant à l’opéra avec El gato con botas et Una voz en off, à la musique de chambre avec notamment Cuarteto indiano, entre lesquels ses œuvres orchestrales, telles que la Desintegración morfológica de la Chaconne de Bach, le Laberinto o Sinfonía de réquiem, et la Sinfonía mediterránea qui a été primée. Sa reconnaissance internationale doit probablement à la démarche séduisante et discursive qu’il poursuit ; les Cinco canciones negras pour mezzo-soprano et orchestre, puisant dans les rythmes et les thèmes ; parmi lesquels, l’œuvre la plus populaire est la Canción de cuna para dormir un negrito, « berceuse pour un enfant noir ». Il a également composé pour le cinéma. Ainsi en  1987, sa performance pour Dragón Rapide a été distingué du prix Goya de la meilleure musique originale.

### Principales œuvres
- Cinco canciones negras (1945)
- Canciones para niños (1953)
- Sonatine pour Yvette (1962)
- Babel (1967)
- Homenaje a Manolo Hugué (1971)
- Serenata a Lydia de Cadaqués (1971)
- Reflexions-obertura (1975)
- Concert capriccio (1975) pour harpe et orchestre
- Fantasía (1985) pour harpe et guitare

#### Opéras
- El gato con botas (1948), livret de Nèstor Luján, d'après le conte le Chat botté de Charles Perrault
- Una voce in off (1961)
- Babel 46 (opéra, 1967, création 2002)

#### Ballet
- Perlimplinada, musique en collaboration avec Frederic Mompou

#### Orchestre symphonique
- 1948: Simfonia mediterrània, créée par l'Orchestre symphonique de Barcelone et dirigée par Eduard Toldrà
- 1949: Cinco canciones negras, pour une voix et orchestre, version de l'œuvre originale pour une voix et piano (1945)
- 1958: Cant espiritual, poème de Joan Maragall, pour orchestre symphonique et chœur
- 1953: Concerto breve, pour piano et orchestre
- 1957: Partita 1958
- 1963: Desintegració morfològica de la Xacona de Bach, révisé en 1972
- 1966: Viatge a la lluna, pour des solistes vocaux et orchestre, paroles de Josep Maria Espinàs
- 1971: Laberint
- 1975: Concerto capriccio, pour harpe et orchestre
- 1977: Concierto del Albaycín, pour clavecin et orchestre
- 1980: Metamorfosi de concerto, pour guitare et orchestre
- 1985: Simfonia de Rèquiem
- 1991: Quatre variacions sobre un tema de La Flûte enchantée, en hommage à Mozart
- 1993: Bric à brac

#### Orchestre à cordes
- 1960: Tres danses concertants
- 1975: Concertino 1+13, pour violon et orchestre à cordes
- 1991: Tres postals il·luminades

#### Musique de chambre
- 1946: Variations on la Spagnoletta by Giles Farnaby, pour violon et piano
- 1952: Cuarteto indiano
- 1983: Fantasia pour guitare et harpe
- 1970: Homenaje a Lydia de Cadaqués ou Serenata a Lydia de Cadaqués, versions pour flûte et piano, flûte et guitare, en hommage à la Lídia d'Eugeni d'Ors
- 1971: Sonata concertant, pour violon et piano
- 1983: Quadrivi per a tres Stradivarius
- 1986-1989: Trio, pour violon, violoncelle et piano (comprend Balada y ritornello a Dulcinea et Diàleg amb Mompou)

#### Œuvres pour piano
- 1941 : Tres divertimentos (sobre temes d'autors oblidats), révisé en 1983
- 1942 : Ritmos
- 1960 : Sonatine pour Yvette
- 1983 : Alegoría (Hommage à Joaquín Turina)
- 1983-1987 : Tres obres per a la mà esquerra, en hommage à Mompou, Anton Rubinstein i Óscar Esplá
- 1993 : Tres impromptus per a piano op. 00
- 1996 : Quatre diàlegs amb el piano, en mémoire de Ricardo Viñes

#### Œuvres pour voix et piano
- 1945: Cinco canciones negras, sur des textes de différents auteurs
  - Cuba dentro de un piano, sur un texte de Rafael Alberti
  - Punto de habanera, sur un texte de Nèstor Luján
  - Chévere, à partir d'un poème de Nicolás Guillén
  - Canción de cuna para dormir a un negrito, texte de Ildefonso Pereda Valdés
  - Canto negro, poème de Nicolás Guillén
- 1953: Canciones para niños, sur des textes de Federico García Lorca
- 1985: Quatre rimes breus, poèmes de Josep Carner

#### Musique pourcobla
- Elegia a Juli Garreta (en) (1946)
- Madrigal en forma de sardana (1945)

## Distinctions
- Creu de Sant Jordi (1983)
- Prix national de musique espagnol (1985)
- Prix Goya (1987)
- Médaille d'or du mérite des beaux-arts (1993)[2]
- Prix national de musique de Catalogne (1997)
- Prix Tomás Luis de Victoria (1998)
- Médaille d'or de la Generalitat de Catalogne (1999)
- Docteur honoris causa de l'université autonome de Barcelone
- Chevalier de l'ordre des Arts et des Lettres